# Кошевниця (Венґровський повіт)
Кошевниця (пол. Koszewnica) — село в Польщі, у гміні Вежбно Венґровського повіту Мазовецького воєводства.
Населення — 107 осіб (2011).
У 1975-1998 роках село належало до Седлецького воєводства.

## Демографія
Демографічна структура станом на 31 березня 2011 року:
|          | Загалом | Допрацездатний вік | Працездатний вік | Постпрацездатний вік |
| -------- | ------- | ------------------ | ---------------- | -------------------- |
| Чоловіки | 58      | 8                  | 45               | 5                    |
| Жінки    | 49      | 10                 | 24               | 15                   |
| Разом    | 107     | 18                 | 69               | 20                   |